# Sapphire Series Division Two 2017
La Sapphire Series Division Two 2017 è la 4ª edizione del campionato di football americano femminile di secondo livello, organizzato dalla BAFA. Il campionato è giocato a 5 giocatrici.

## Squadre partecipanti
| Club                    | Città             | Stadio | Sponsor ufficiale | Risultato nella stagione 2016 |
| ----------------------- | ----------------- | ------ | ----------------- | ----------------------------- |
| Cardiff Valkyries       | Cardiff           |        |                   |                               |
| Chester Romans          | Chester           |        |                   |                               |
| Iceni Spears            | Norwich           |        |                   |                               |
| Oxford Saints           | Oxford            |        |                   |                               |
| Peterborough Royals     | Peterborough      |        |                   |                               |
| Portsmouth Dreadnoughts | Portsmouth        |        |                   |                               |
| Sandwell Steelers       | Tipton            |        |                   |                               |
| Staffordshire Surge     | Burton upon Trent |        |                   |                               |
| Teesside Steelers       | Billingham        |        |                   |                               |
| Wembley Stallions       | Londra            |        |                   |                               |

## Stagione regolare

### Calendario

#### 1ª giornata

##### Bowl di Tipton
| Tipton 25 febbraio 2017 | Teesside Steelers | 6 – 0 | Sandwell Steelers |  |

| Tipton 25 febbraio 2017 | Chester Romans | 28 – 0 | Staffordshire Surge |  |

| Tipton 25 febbraio 2017 | Cardiff Valkyries | 25 – 14 | Staffordshire Surge |  |

| Tipton 25 febbraio 2017 | Teesside Steelers | 19 – 6 | Chester Romans |  |

| Tipton 25 febbraio 2017 | Sandwell Steelers | 14 – 4 | Cardiff Valkyries |  |

##### Bowl di Portsmouth
| Portsmouth 25 febbraio 2017 | Wembley Stallions | 2 – 13 | Portsmouth Dreadnoughts |  |

| Portsmouth 25 febbraio 2017 | Iceni Spears | 14 – 18 | Oxford Saints |  |

| Portsmouth 25 febbraio 2017 | Peterborough Royals | 40 – 0 | Iceni Spears |  |

| Portsmouth 25 febbraio 2017 | Portsmouth Dreadnoughts | 43 – 0 | Oxford Saints |  |

| Portsmouth 25 febbraio 2017 | Wembley Stallions | 21 – 0 | Peterborough Royals |  |

#### 2ª giornata

##### Bowl di Peterborough
| Peterborough 11 marzo 2017 | Oxford Saints | 25 – 19 | Peterborough Royals |  |

| Peterborough 11 marzo 2017 | Wembley Stallions | 23 – 22 | Portsmouth Dreadnoughts |  |

| Peterborough 11 marzo 2017 | Wembley Stallions | 60 – 25 | Oxford Saints |  |

| Peterborough 11 marzo 2017 | Peterborough Royals | 6 – 44 | Portsmouth Dreadnoughts |  |

| Peterborough 11 marzo 2017 | Portsmouth Dreadnoughts | - – - (non disputata) | Iceni Spears |  |

| Peterborough 11 marzo 2017 | Iceni Spears | - – - (non disputata) | Wembley Stallions |  |

##### Bowl di Chester
| Chester 11 marzo 2017 | Teesside Steelers | 44 – 12 | Cardiff Valkyries |  |

| Chester 11 marzo 2017 | Chester Romans | 22 – 6 | Sandwell Steelers |  |

| Chester 11 marzo 2017 | Staffordshire Surge | 0 – 40 | Teesside Steelers |  |

| Chester 11 marzo 2017 | Cardiff Valkyries | 6 – 42 | Chester Romans |  |

| Chester 11 marzo 2017 | Sandwell Steelers | 20 – 6 | Staffordshire Surge |  |

#### 3ª giornata

##### Bowl di Billingham
| Billingham 25 marzo 2017 | Sandwell Steelers | 13 – 8 | Chester Romans |  |

| Billingham 25 marzo 2017 | Teesside Steelers | 39 – 0 | Staffordshire Surge |  |

| Billingham 25 marzo 2017 | Chester Romans | 42 – 0 | Peterborough Royals |  |

| Billingham 25 marzo 2017 | Sandwell Steelers | 0 – 14 | Teesside Steelers |  |

| Billingham 25 marzo 2017 | Staffordshire Surge | 38 – 30 | Peterborough Royals |  |

##### Bowl di Oxford
| Oxford 25 marzo 2017 | Oxford Saints | 9 – 26 | Portsmouth Dreadnoughts |  |

| Oxford 25 marzo 2017 | Cardiff Valkyries | 14 – 18 | Wembley Stallions |  |

| Oxford 25 marzo 2017 | Cardiff Valkyries | 25 – 40 | Oxford Saints |  |

#### 4ª giornata

##### Bowl di Burton upon Trent
| Burton upon Trent 8 aprile 2017 | Cardiff Valkyries | 6 – 26 | Teesside Steelers |  |

| Burton upon Trent 8 aprile 2017 | Staffordshire Surge | 13 – 30 | Sandwell Steelers |  |

| Burton upon Trent 8 aprile 2017 | Staffordshire Surge | 12 – 50 | Chester Romans |  |

| Burton upon Trent 8 aprile 2017 | Sandwell Steelers | 34 – 26 | Cardiff Valkyries |  |

| Burton upon Trent 8 aprile 2017 | Chester Romans | 18 – 12 | Teesside Steelers |  |

##### Bowl di Londra
| Londra 8 aprile 2017 | Portsmouth Dreadnoughts | 65 – 6 | Peterborough Royals |  |

| Londra 8 aprile 2017 | Oxford Saints | 12 – 52 | Wembley Stallions |  |

| Londra 8 aprile 2017 | Peterborough Royals | 13 – 41 | Oxford Saints |  |

| Londra 8 aprile 2017 | Wembley Stallions | 24 – 0 | Portsmouth Dreadnoughts |  |

### Classifica
Le classifiche della regular season sono le seguenti.
- PCT = percentuale di vittorie, G = partite giocate, V = partite vinte,  P = partite perse, PF = punti fatti, PS = punti subiti

#### Gruppo North and West
| Pos. | Squadra             | PCT  | G | V | N | P | PF  | PS  |
| ---- | ------------------- | ---- | - | - | - | - | --- | --- |
| 1    | Teesside Steelers   | .875 | 8 | 7 | 0 | 1 | 200 | 42  |
| 2    | Chester Romans      | .750 | 8 | 6 | 0 | 2 | 216 | 68  |
| 3    | Sandwell Steelers   | .625 | 8 | 5 | 0 | 3 | 117 | 99  |
| 4    | Cardiff Valkyries   | .125 | 8 | 1 | 0 | 7 | 110 | 248 |
| 5    | Staffordshire Surge | .125 | 8 | 1 | 0 | 7 | 83  | 262 |

#### Gruppo South and East
| Pos. | Squadra                 | PCT  | G | V | N | P | PF  | PS  |
| ---- | ----------------------- | ---- | - | - | - | - | --- | --- |
| 1    | Wembley Stallions       | .833 | 6 | 5 | 0 | 1 | 182 | 72  |
| 2    | Portsmouth Dreadnoughts | .667 | 6 | 4 | 0 | 2 | 213 | 64  |
| 3    | Oxford Saints           | .500 | 6 | 3 | 0 | 3 | 170 | 252 |
| 4    | Peterborough Royals     | .167 | 6 | 1 | 0 | 5 | 114 | 293 |
| 5    | Iceni Spears            | .000 | 2 | 0 | 0 | 2 | 14  | 58  |

## Verdetti
- Teesside Steelers e  Wembley Stallions Campionesse della Sapphire Series Division Two 2017